# Naomi Graham
Naomi Melissa Graham (ur. 15 maja 1989 r. w Fayetteville w stanie Karolina Północna) – amerykańska bokserka, olimpijka, brązowa medalistka mistrzostw świata, srebrna medalistka igrzysk panamerykańskich. Występowała w kategoriach od 69 do 75 kg.

## Kariera
Wzięła udział w mistrzostwach świata w Astanie w 2016 roku. W rywalizacji do 69 kg przegrała w ćwierćfinale z Niemką Nadiną Apetz. W pierwszej rundzie pokonała Ukrainkę Mariją Baduliną-Bową 2:1.
W listopadzie 2018 roku zdobyła brązowy medal mistrzostw świata rozegranych w Nowym Delhi w kategorii do 75 kg. Po zwycięstwie w ćwierćfinale z Sarą Scheurich z Niemiec 3:2 przegrała w półfinale z Chinką Li Qian 0:5.
Następnego roku zdobyła srebrny medal podczas igrzysk panamerykańskich rozegranych w Limie. W finale kategorii do 75 kg przegrała z Kolumbijką Jessicą Caicedo.